# Васильченко, Фёдор Андреевич
Фёдор Андреевич Васильченко (17 апреля 1950, Воронцовка, Краснотурьинск, Свердловская область) — советский футболист, нападающий.

## Биография
Воспитанник краснотурьинского футбола. На взрослом уровне первые несколько лет своей карьеры выступал в соревнованиях КФК за «Труд» (Краснотурьинск).
В соревнованиях мастеров дебютировал только в 24-летнем возрасте в составе нижнетагильского «Уральца». В 1975 году перешёл в «Уралмаш», с которым в 1976 году стал победителем зонального турнира второй лиги. Лучший бомбардир «Уралмаша» 1976 года (19 голов) и 1978 года (13 голов). В 1979 году перешёл в запорожский «Металлург», выступавший в первой лиге, провёл в команде два сезона, но не смог выдержать конкуренции с лидерами нападения клуба — Шарием, Тимошенко, Шариповым. В последние годы карьеры выступал во второй лиге за «Шахтёр» (Горловка), трижды достигал отметки в 20 голов за сезон, лучший результат — 28 голов в сезоне 1982 года.
Всего за карьеру в первенствах СССР сыграл не менее 320 матчей и забил 148 голов, из них в первой лиге — 104 матча и 24 гола, во второй лиге — более 200 матчей и 124 гола. В Кубке СССР выходил на поле в матчах против клубов высшей лиги, в том числе в розыгрышах 1978 и 1980 годов — против московского «Торпедо».
После окончания спортивной карьеры работал в сфере торговли. Живёт в Запорожье.

## Личная жизнь
Сын Андрей и внук Владислав занимались футболом на детско-юношеском уровне в командах Запорожья.